# ȹ
La letra ȹ es una letra especial utilizada en la transcripción de fonemas de determinadas lenguas (entre otras lenguas africanas). Es una ligadura de las letras q y p (qp). Representa una consonante oclusiva labiodental sorda (en API [p̪]). Esta letra no tiene una versión mayúscula.

## Codificación
| Carácter      | ȹ                             | ȹ                             | &#x119383;                      | &#x119383;                      |
| ------------- | ----------------------------- | ----------------------------- | ------------------------------- | ------------------------------- |
| Unicode       | LATIN SMALL LETTER QP DIGRAPH | LATIN SMALL LETTER QP DIGRAPH | LATIN CAPITAL LETTER QP DIGRAPH | LATIN CAPITAL LETTER QP DIGRAPH |
| Codificación  | decimal                       | hex                           | decimal                         | hex                             |
| Unicode       | 569                           | U+0239                        | 1151875                         | U+119383                        |
| UTF-8         | 200 185                       | C8 B9                         | N/A                             | N/A                             |
| Ref. numérica | &#569;                        | &#x239;                       | &#1151875;                      | &#x119383;                      |